# Narațiune
Narațiunea este un termen referitor la natura unor texte și modul de exprimare al autorului în comunicarea cu cititorul, prezentând o succesiune de acțiuni. Este un mod de expunere în textele literare narative. Modul de exprimare narativ este prezent și în sursele istorice primare, ce constituie mărturii ale unor evenimente istorice.

## Repere teoretice
Cuvântul narațiune este un neologism împrumutat din limba franceză (narration), unde provenea din latină (narratio= povestire).
Termeni sinonimi sunt: povestire, relatare, expunere, diegeză.

## Definiție
Narațiunea este modul de expunere prin care se aduce la cunoștința cuiva (ascultător/cititor) o întâmplare sau o succesiune de întâmplări, reale sau imaginare, care sunt atribuite unor personaje și prezentate în desfășurarea lor.
Narațiunile pot fi realizate în limbaje diferite:
- cu ajutorul cuvintelor (narațiuni verbale); acestea pot aparține unor texte literare sau nonliterare și pot fi orale sau scrise;
- prin alte mijloace decât cuvintele, prin mișcari, gesturi, mimică, de pildă pantomima (narațiuni nonverbale);
- prin îmbinarea cuvintelor cu diverse alte mijloace (narațiuni mixte), ca benzile desenate, unde se folosesc cuvinte si imagini.

În textele literare, în proză sau în versuri, narațiunea este mijlocul de expunere și de organizare compozițională dominant în operele epice. Narațiunile literare se realizează cu ajutorul stilului beletristic. Narațiunea poate fi întâlnită și în diverse tipuri de texte nonliterare (narațiunea științifică, relatarea jurnalistică, anecdota etc.).
Narațiunea este modul de prezentare a faptelor dintr-o operă literară.